# Февзи Мостари
Февзи Мостари (такође се пише Фавзи или Фовзи; око 1675) био је писац из Мостара који је написао персијско дело Bulbulistan („Место славуја“; такође се пише Bolbolestān) 1739. Дјело је написано по угледу на Ђулистан Саадија Ширазија (умро 1291/2), једино је сачувано прозно дело на персијском писца из данашње БиХ. Дјело је сматра културном традицијом Босне и Херцеговине. Рођен је у Благају, код Мостара.